# Interlands Ecuadoraans voetbalelftal 2020-2029
Deze pagina toont een chronologisch en gedetailleerd overzicht van de interlands die het Ecuadoraans voetbalelftal speelt en heeft gespeeld in de periode 2020 – 2029.

## Interlands

### 2020
|                                                                           |                         |       |         |                                                                                              |
| 8 oktober WK 2022 kwalificatie № 528 «onderlinge duels» 21:10 uur (UTC−3) | Argentinië              | 1 – 0 | Ecuador | Estadio Alberto J. Armando, Buenos Aires Toeschouwers: 0 Scheidsrechter: Roberto Tobar (CHI) |
| 8 oktober WK 2022 kwalificatie № 528 «onderlinge duels» 21:10 uur (UTC−3) | Lionel Messi 13' (pen.) |       |         | Estadio Alberto J. Armando, Buenos Aires Toeschouwers: 0 Scheidsrechter: Roberto Tobar (CHI) |

|                                                                            |                                                                                |       |                                                 |                                                                                        |
| 13 oktober WK 2022 kwalificatie № 529 «onderlinge duels» 16:00 uur (UTC−5) | Ecuador                                                                        | 4 – 2 | Uruguay                                         | Estadio Rodrigo Paz Delgado, Quito Toeschouwers: 0 Scheidsrechter: Wilmar Roldán (COL) |
| 13 oktober WK 2022 kwalificatie № 529 «onderlinge duels» 16:00 uur (UTC−5) | Moisés Caicedo 14' Michael Estrada 45+3' Michael Estrada 52' Gonzalo Plata 75' |       | 83' (pen.) Luis Suárez 90+5' (pen.) Luis Suárez | Estadio Rodrigo Paz Delgado, Quito Toeschouwers: 0 Scheidsrechter: Wilmar Roldán (COL) |

|                                                                             |                                         |       |                                                           |                                                                                             |
| 12 november WK 2022 kwalificatie № 530 «onderlinge duels» 16:00 uur (UTC−4) | Bolivia                                 | 2 – 3 | Ecuador                                                   | Estadio Hernando Siles, La Paz Toeschouwers: 0 Scheidsrechter: Wilton Pereira Sampaio (BRA) |
| 12 november WK 2022 kwalificatie № 530 «onderlinge duels» 16:00 uur (UTC−4) | Juan Carlos Arce 37' Marcelo Moreno 60' |       | 46' Beder Caicedo 55' Ángel Mena 88' (pen.) Carlos Gruezo | Estadio Hernando Siles, La Paz Toeschouwers: 0 Scheidsrechter: Wilton Pereira Sampaio (BRA) |

|                                                                             | |       |                              |                                                                                           |
| 17 november WK 2022 kwalificatie № 531 «onderlinge duels» 16:00 uur (UTC−5) | Ecuador | 6 – 1 | Colombia                     | Estadio Rodrigo Paz Delgado, Quito Toeschouwers: 0 Scheidsrechter: Jesús Valenzuela (VEN) |
| 17 november WK 2022 kwalificatie № 531 «onderlinge duels» 16:00 uur (UTC−5) | Robert Arboleda 7' Ángel Mena 9' Michael Estrada 32' Xavier Arreaga 39' Gonzalo Plata 78' Pervis Estupiñán 90+1' |       | 45+1' (pen.) James Rodríguez | Estadio Rodrigo Paz Delgado, Quito Toeschouwers: 0 Scheidsrechter: Jesús Valenzuela (VEN) |

### 2021
|                                                                       |                                        |       |                       |                                                                                      |
| 29 maart Vriendschappelijk № 532 «onderlinge duels» 15:30 uur (UTC−5) | Ecuador                                | 2 – 1 | Bolivia               | Estadio Banco Guayaquil, Sangolquí Toeschouwers: 0 Scheidsrechter: Jhon Ospina (COL) |
| 29 maart Vriendschappelijk № 532 «onderlinge duels» 15:30 uur (UTC−5) | Fidel Martínez 37' Michael Estrada 59' |       | 90+4' Rodrigo Ramallo | Estadio Banco Guayaquil, Sangolquí Toeschouwers: 0 Scheidsrechter: Jhon Ospina (COL) |

|                                                                        |                                     |       |         |                                                                                      |
| 4 juni WK 2022 kwalificatie № 533 «onderlinge duels» 21:30 uur (UTC−3) | Brazilië                            | 2 – 0 | Ecuador | Estádio Beira-Rio, Porto Alegre Toeschouwers: 0 Scheidsrechter: Alexis Herrera (VEN) |
| 4 juni WK 2022 kwalificatie № 533 «onderlinge duels» 21:30 uur (UTC−3) | Richarlison 65' Neymar 90+4' (pen.) |       |         | Estádio Beira-Rio, Porto Alegre Toeschouwers: 0 Scheidsrechter: Alexis Herrera (VEN) |

|                                                                        |                     |       |                                        |                                                                                           |
| 8 juni WK 2022 kwalificatie № 534 «onderlinge duels» 16:00 uur (UTC−5) | Ecuador             | 1 – 2 | Peru                                   | Estadio Rodrigo Paz Delgado, Quito Toeschouwers: 0 Scheidsrechter: Esteban Ostojich (URU) |
| 8 juni WK 2022 kwalificatie № 534 «onderlinge duels» 16:00 uur (UTC−5) | Gonzalo Plata 90+3' |       | 63' Christian Cueva 89' Luis Advíncula | Estadio Rodrigo Paz Delgado, Quito Toeschouwers: 0 Scheidsrechter: Esteban Ostojich (URU) |

| Copa América 2021 |
| ----------------- |

|                                                                              |                   |       |         |                                                                            |
| 13 juni Copa América 2021 Groep B № 535 «onderlinge duels» 20:00 uur (UTC−4) | Colombia          | 1 – 0 | Ecuador | Arena Pantanal, Cuiabá Toeschouwers: 0 Scheidsrechter: Néstor Pitana (ARG) |
| 13 juni Copa América 2021 Groep B № 535 «onderlinge duels» 20:00 uur (UTC−4) | Edwin Cardona 42' |       |         | Arena Pantanal, Cuiabá Toeschouwers: 0 Scheidsrechter: Néstor Pitana (ARG) |

|                                                                              |                                           |       |                                       | |
| 20 juni Copa América 2021 Groep B № 536 «onderlinge duels» 18:00 uur (UTC−3) | Venezuela                                 | 2 – 2 | Ecuador                               | Olympisch Stadion Nilton Santos, Rio de Janeiro Toeschouwers: 0 Scheidsrechter: Roberto Tobar (CHI) |
| 20 juni Copa América 2021 Groep B № 536 «onderlinge duels» 18:00 uur (UTC−3) | Edson Castillo 51' Ronald Hernández 90+1' |       | 39' Ayrton Preciado 71' Gonzalo Plata | Olympisch Stadion Nilton Santos, Rio de Janeiro Toeschouwers: 0 Scheidsrechter: Roberto Tobar (CHI) |

|                                                                              |                                               |       |                                          |                                                                                                  |
| 23 juni Copa América 2021 Groep B № 537 «onderlinge duels» 18:00 uur (UTC−3) | Ecuador                                       | 2 – 2 | Peru                                     | Estádio Olímpico Pedro Ludovico, Goiânia Toeschouwers: 0 Scheidsrechter: Jesús Gil Manzano (ESP) |
| 23 juni Copa América 2021 Groep B № 537 «onderlinge duels» 18:00 uur (UTC−3) | Renato Tapia 23' (e.d.) Ayrton Preciado 45+3' |       | 49' Gianluca Lapadula 54' André Carrillo | Estádio Olímpico Pedro Ludovico, Goiânia Toeschouwers: 0 Scheidsrechter: Jesús Gil Manzano (ESP) |

|                                                                              |                  |       |                |                                                                                              |
| 27 juni Copa América 2021 Groep B № 538 «onderlinge duels» 18:00 uur (UTC−3) | Brazilië         | 1 – 1 | Ecuador        | Estádio Olímpico Pedro Ludovico, Goiânia Toeschouwers: 0 Scheidsrechter: Roberto Tobar (CHI) |
| 27 juni Copa América 2021 Groep B № 538 «onderlinge duels» 18:00 uur (UTC−3) | Éder Militão 37' |       | 53' Ángel Mena | Estádio Olímpico Pedro Ludovico, Goiânia Toeschouwers: 0 Scheidsrechter: Roberto Tobar (CHI) |

|                                                                                 |                                                             |       |         | |
| 3 juli Copa América 2021 Kwartfinale № 539 «onderlinge duels» 22:00 uur (UTC−3) | Argentinië                                                  | 3 – 0 | Ecuador | Estádio Nacional de Brasília, Brasilia Toeschouwers: 0 Scheidsrechter: Wilton Pereira Sampaio (BRA) |
| 3 juli Copa América 2021 Kwartfinale № 539 «onderlinge duels» 22:00 uur (UTC−3) | Rodrigo De Paul 40' Lautaro Martínez 84' Lionel Messi 90+3' |       |         | Estádio Nacional de Brasília, Brasilia Toeschouwers: 0 Scheidsrechter: Wilton Pereira Sampaio (BRA) |

|  |  |  |  |  |  |  |  |  |

|                                                                             |                                                |       |          |                                                                                              |
| 2 september WK 2022 kwalificatie № 540 «onderlinge duels» 16:00 uur (UTC−5) | Ecuador                                        | 2 – 0 | Paraguay | Estadio Rodrigo Paz Delgado, Quito Toeschouwers: 12.000 Scheidsrechter: Andrés Matonte (URU) |
| 2 september WK 2022 kwalificatie № 540 «onderlinge duels» 16:00 uur (UTC−5) | Félix Torres Caicedo 88' Michael Estrada 90+5' |       |          | Estadio Rodrigo Paz Delgado, Quito Toeschouwers: 12.000 Scheidsrechter: Andrés Matonte (URU) |

|                                                                             |         |       |       |                                                                                             |
| 5 september WK 2022 kwalificatie № 541 «onderlinge duels» 16:00 uur (UTC−5) | Ecuador | 0 – 0 | Chili | Estadio Rodrigo Paz Delgado, Quito Toeschouwers: 12.000 Scheidsrechter: Facundo Tello (ARG) |
| 5 september WK 2022 kwalificatie № 541 «onderlinge duels» 16:00 uur (UTC−5) |         |       |       | Estadio Rodrigo Paz Delgado, Quito Toeschouwers: 12.000 Scheidsrechter: Facundo Tello (ARG) |

|                                                                             |                      |       |         |                                                                                                   |
| 9 september WK 2022 kwalificatie № 542 «onderlinge duels» 19:30 uur (UTC−3) | Uruguay              | 1 – 0 | Ecuador | Estadio Campeón del Siglo, Montevideo Toeschouwers: 15.000 Scheidsrechter: Anderson Daronco (BRA) |
| 9 september WK 2022 kwalificatie № 542 «onderlinge duels» 19:30 uur (UTC−3) | Gastón Pereiro 90+2' |       |         | Estadio Campeón del Siglo, Montevideo Toeschouwers: 15.000 Scheidsrechter: Anderson Daronco (BRA) |

|                                                                           |                                                           |       |         | |
| 7 oktober WK 2022 kwalificatie № 543 «onderlinge duels» 19:30 uur (UTC−5) | Ecuador                                                   | 3 – 0 | Bolivia | Estadio Monumental Isidro Romero Carbo, Guayaquil Toeschouwers: 16.000 Scheidsrechter: Wilmar Roldán (COL) |
| 7 oktober WK 2022 kwalificatie № 543 «onderlinge duels» 19:30 uur (UTC−5) | Michael Estrada 13' Enner Valencia 16' Enner Valencia 18' |       |         | Estadio Monumental Isidro Romero Carbo, Guayaquil Toeschouwers: 16.000 Scheidsrechter: Wilmar Roldán (COL) |

|                                                                            |                                      |       |                           |                                                                                             |
| 10 oktober WK 2022 kwalificatie № 544 «onderlinge duels» 16:30 uur (UTC−4) | Venezuela                            | 2 – 1 | Ecuador                   | Estadio Olímpico de la UCV, Caracas Toeschouwers: 10.000 Scheidsrechter: Andrés Cunha (URU) |
| 10 oktober WK 2022 kwalificatie № 544 «onderlinge duels» 16:30 uur (UTC−4) | Darwin Machís 45+1' Eduard Bello 64' |       | 37' (pen.) Enner Valencia | Estadio Olímpico de la UCV, Caracas Toeschouwers: 10.000 Scheidsrechter: Andrés Cunha (URU) |

|                                                                            |          |       |         | |
| 14 oktober WK 2022 kwalificatie № 545 «onderlinge duels» 16:00 uur (UTC−5) | Colombia | 0 – 0 | Ecuador | Estadio Metropolitano Roberto Meléndez, Barranquilla Toeschouwers: 35.000 Scheidsrechter: Diego Haro (PER) |
| 14 oktober WK 2022 kwalificatie № 545 «onderlinge duels» 16:00 uur (UTC−5) |          |       |         | Estadio Metropolitano Roberto Meléndez, Barranquilla Toeschouwers: 35.000 Scheidsrechter: Diego Haro (PER) |

|                                                                         |                                           |       |                                                       |                                                                                         |
| 27 oktober Vriendschappelijk № 546 «onderlinge duels» 21:00 uur (UTC−6) | Mexico                                    | 2 – 3 | Ecuador                                               | Bank of America Stadium, Charlotte Toeschouwers: 39.987 Scheidsrechter: Ted Unkel (USA) |
| 27 oktober Vriendschappelijk № 546 «onderlinge duels» 21:00 uur (UTC−6) | Roberto Alvarado 6' Osvaldo Rodríguez 59' |       | 2' Jhonny Quiñónez 15' Janner Corozo 75' Walter Chalá | Bank of America Stadium, Charlotte Toeschouwers: 39.987 Scheidsrechter: Ted Unkel (USA) |

|                                                                             |                    |       |           |                                                                                                  |
| 11 november WK 2022 kwalificatie № 547 «onderlinge duels» 16:00 uur (UTC−5) | Ecuador            | 1 – 0 | Venezuela | Estadio Rodrigo Paz Delgado, Quito Toeschouwers: 25.000 Scheidsrechter: Christian Ferreyra (URU) |
| 11 november WK 2022 kwalificatie № 547 «onderlinge duels» 16:00 uur (UTC−5) | Piero Hincapié 41' |       |           | Estadio Rodrigo Paz Delgado, Quito Toeschouwers: 25.000 Scheidsrechter: Christian Ferreyra (URU) |

|                                                                             |       |                                          |         | |
| 16 november WK 2022 kwalificatie № 548 «onderlinge duels» 21:15 uur (UTC−3) | Chili | 0 – 2                                    | Ecuador | Estadio San Carlos de Apoquindo, Las Condes Toeschouwers: 12.000 Scheidsrechter: Fernando Rapallini (ARG) |
| 16 november WK 2022 kwalificatie № 548 «onderlinge duels» 21:15 uur (UTC−3) |       | 9' Pervis Estupiñán 90+3' Moisés Caicedo |         | Estadio San Carlos de Apoquindo, Las Condes Toeschouwers: 12.000 Scheidsrechter: Fernando Rapallini (ARG) |

|                                                                         |                       |       |                      |                                                                              |
| 4 december Vriendschappelijk № 549 «onderlinge duels» 20:00 uur (UTC−6) | El Salvador           | 1 – 1 | Ecuador              | PNC Stadium, Houston Toeschouwers: 10.709 Scheidsrechter: Randy Solano (DOM) |
| 4 december Vriendschappelijk № 549 «onderlinge duels» 20:00 uur (UTC−6) | Rómulo Villalobos 43' |       | 18' Michael Carcelén | PNC Stadium, Houston Toeschouwers: 10.709 Scheidsrechter: Randy Solano (DOM) |

### 2022
|                                                                            |                  |       |             |                                                                                             |
| 27 januari WK 2022 kwalificatie № 550 «onderlinge duels» 16:00 uur (UTC−5) | Ecuador          | 1 – 1 | Brazilië    | Estadio Rodrigo Paz Delgado, Quito Toeschouwers: 17.992 Scheidsrechter: Wilmar Roldán (COL) |
| 27 januari WK 2022 kwalificatie № 550 «onderlinge duels» 16:00 uur (UTC−5) | Félix Torres 75' |       | 6' Casemiro | Estadio Rodrigo Paz Delgado, Quito Toeschouwers: 17.992 Scheidsrechter: Wilmar Roldán (COL) |

|                                                                            |                   |       |                    |                                                                                          |
| 1 februari WK 2022 kwalificatie № 551 «onderlinge duels» 21:00 uur (UTC−5) | Peru              | 1 – 1 | Ecuador            | Estadio Nacional, Lima Toeschouwers: 28.000 Scheidsrechter: Wilton Pereira Sampaio (BRA) |
| 1 februari WK 2022 kwalificatie № 551 «onderlinge duels» 21:00 uur (UTC−5) | Edison Flores 69' |       | 2' Michael Estrada | Estadio Nacional, Lima Toeschouwers: 28.000 Scheidsrechter: Wilton Pereira Sampaio (BRA) |

|                                                                          |                                                                   |       |                          | |
| 24 maart WK 2022 kwalificatie № 552 «onderlinge duels» 20:30 uur (UTC−3) | Paraguay                                                          | 3 – 1 | Ecuador                  | Estadio Antonio Aranda, Ciudad del Este Toeschouwers: 10.000 Scheidsrechter: Jesús Valenzuela (VEN) |
| 24 maart WK 2022 kwalificatie № 552 «onderlinge duels» 20:30 uur (UTC−3) | Robert Morales 10' Piero Hincapié 45+6' (e.d.) Miguel Almirón 54' |       | 85' (pen.) Jordy Caicedo | Estadio Antonio Aranda, Ciudad del Este Toeschouwers: 10.000 Scheidsrechter: Jesús Valenzuela (VEN) |

|                                                                          |                      |       |                    | |
| 29 maart WK 2022 kwalificatie № 553 «onderlinge duels» 18:30 uur (UTC−5) | Ecuador              | 1 – 1 | Argentinië         | Estadio Monumental Isidro Romero Carbo, Guayaquil Toeschouwers: 59.000 Scheidsrechter: Raphael Claus (BRA) |
| 29 maart WK 2022 kwalificatie № 553 «onderlinge duels» 18:30 uur (UTC−5) | Enner Valencia 90+3' |       | 24' Julían Álvarez | Estadio Monumental Isidro Romero Carbo, Guayaquil Toeschouwers: 59.000 Scheidsrechter: Raphael Claus (BRA) |

|                                                                     |                     |       |         |                                                                                     |
| 2 juni Vriendschappelijk № 554 «onderlinge duels» 20:30 uur (UTC−4) | Ecuador             | 1 – 0 | Nigeria | Red Bull Arena, Harrison Toeschouwers: 52.000 Scheidsrechter: Ricardo Montero (CRC) |
| 2 juni Vriendschappelijk № 554 «onderlinge duels» 20:30 uur (UTC−4) | Pervis Estupiñán 3' |       |         | Red Bull Arena, Harrison Toeschouwers: 52.000 Scheidsrechter: Ricardo Montero (CRC) |

|                                                                     |        |       |         |                                                                                  |
| 5 juni Vriendschappelijk № 555 «onderlinge duels» 18:30 uur (UTC−5) | Mexico | 0 – 0 | Ecuador | Soldier Field, Chicago Toeschouwers: 61.104 Scheidsrechter: Oliver Vergara (PAN) |
| 5 juni Vriendschappelijk № 555 «onderlinge duels» 18:30 uur (UTC−5) |        |       |         | Soldier Field, Chicago Toeschouwers: 61.104 Scheidsrechter: Oliver Vergara (PAN) |

|                                                                      |                          |       |            |                                                                                         |
| 11 juni Vriendschappelijk № 556 «onderlinge duels» 19:30 uur (UTC−4) | Ecuador                  | 1 – 0 | Kaapverdië | DRV PNK Stadium, Fort Lauderdale Toeschouwers: 4.950 Scheidsrechter: Moeth Gaymes (VIN) |
| 11 juni Vriendschappelijk № 556 «onderlinge duels» 19:30 uur (UTC−4) | Jordy Caicedo 38' (pen.) |       |            | DRV PNK Stadium, Fort Lauderdale Toeschouwers: 4.950 Scheidsrechter: Moeth Gaymes (VIN) |

|                                                                           |               |       |         |                                                                                              |
| 23 september Vriendschappelijk № 557 «onderlinge duels» 20:00 uur (UTC+2) | Saoedi-Arabië | 0 – 0 | Ecuador | Estadio Enrique Roca de Murcia, Murcia Toeschouwers: 10.000 Scheidsrechter: Ivan Bebek (CRO) |
| 23 september Vriendschappelijk № 557 «onderlinge duels» 20:00 uur (UTC+2) |               |       |         | Estadio Enrique Roca de Murcia, Murcia Toeschouwers: 10.000 Scheidsrechter: Ivan Bebek (CRO) |

|                                                                           |       |       |         | |
| 27 september Vriendschappelijk № 558 «onderlinge duels» 13:55 uur (UTC+2) | Japan | 0 – 0 | Ecuador | Merkur Spiel-Arena, Düsseldorf Toeschouwers: 4.321 Scheidsrechter: Sascha Stegemann (GER) Video-assistent: Sören Storks (GER) |
| 27 september Vriendschappelijk № 558 «onderlinge duels» 13:55 uur (UTC+2) |       |       |         | Merkur Spiel-Arena, Düsseldorf Toeschouwers: 4.321 Scheidsrechter: Sascha Stegemann (GER) Video-assistent: Sören Storks (GER) |

|                                                                          |         |       |      |                                                                                          |
| 12 november Vriendschappelijk № 559 «onderlinge duels» 18:30 uur (UTC+1) | Ecuador | 0 – 0 | Irak | Estadio Metropolitano, Madrid Toeschouwers: 35.000 Scheidsrechter: Gustavo Correia (POR) |
| 12 november Vriendschappelijk № 559 «onderlinge duels» 18:30 uur (UTC+1) |         |       |      | Estadio Metropolitano, Madrid Toeschouwers: 35.000 Scheidsrechter: Gustavo Correia (POR) |

| Wereldkampioenschap voetbal 2022 |
| -------------------------------- |

|                                                                                          |       |         |                                              | |
| 20 november WK 2022 Openingswedstrijd Groep A № 560 «onderlinge duels» 19:00 uur (UTC+3) | Qatar | 0 – 2   | Ecuador                                      | Al Baytstadion, Al Khawr Toeschouwers: 67.372 Scheidsrechter: Daniele Orsato (ITA) Video-assistent: Massimiliano Irrati (ITA) |
| 20 november WK 2022 Openingswedstrijd Groep A № 560 «onderlinge duels» 19:00 uur (UTC+3) |       | Verslag | 16' (pen.) Enner Valencia 31' Enner Valencia | Al Baytstadion, Al Khawr Toeschouwers: 67.372 Scheidsrechter: Daniele Orsato (ITA) Video-assistent: Massimiliano Irrati (ITA) |

|                                                                        |               |         |                    | |
| 25 november WK 2022 Groep A № 561 «onderlinge duels» 19:00 uur (UTC+3) | Nederland     | 1 – 1   | Ecuador            | Khalifa Internationaal Stadion, Ar Rayyan Toeschouwers: 44.833 Scheidsrechter: Mustapha Ghorbal (ALG) Video-assistent: Shaun Evans (AUS) |
| 25 november WK 2022 Groep A № 561 «onderlinge duels» 19:00 uur (UTC+3) | Cody Gakpo 6' | Verslag | 49' Enner Valencia | Khalifa Internationaal Stadion, Ar Rayyan Toeschouwers: 44.833 Scheidsrechter: Mustapha Ghorbal (ALG) Video-assistent: Shaun Evans (AUS) |

|                                                                        |                    |         |                                               | |
| 29 november WK 2022 Groep A № 562 «onderlinge duels» 18:00 uur (UTC+3) | Ecuador            | 1 – 2   | Senegal                                       | Khalifa Internationaal Stadion, Ar Rayyan Toeschouwers: 44.569 Scheidsrechter: Clément Turpin (FRA) Video-assistent: Jérôme Brisard (FRA) |
| 29 november WK 2022 Groep A № 562 «onderlinge duels» 18:00 uur (UTC+3) | Moisés Caicedo 68' | Verslag | 44' (pen.) Ismaïla Sarr 70' Kalidou Koulibaly | Khalifa Internationaal Stadion, Ar Rayyan Toeschouwers: 44.569 Scheidsrechter: Clément Turpin (FRA) Video-assistent: Jérôme Brisard (FRA) |

|  |  |  |  |  |  |  |  |  |

### 2023
|                                                                        |                                                   |       |                  |                                                                                        |
| 24 maart Vriendschappelijk № 563 «onderlinge duels» 20:00 uur (UTC+11) | Australië                                         | 3 – 1 | Ecuador          | Western Sydney Stadium, Sydney Toeschouwers: 20.668 Scheidsrechter: Kim Dae-yong (KOR) |
| 24 maart Vriendschappelijk № 563 «onderlinge duels» 20:00 uur (UTC+11) | Jackson Irvine 12' Awer Mabil 32' Garang Kuol 84' |       | 23' Félix Torres | Western Sydney Stadium, Sydney Toeschouwers: 20.668 Scheidsrechter: Kim Dae-yong (KOR) |

|                                                                        |                      |       |                                               |                                                                                         |
| 28 maart Vriendschappelijk № 564 «onderlinge duels» 19:30 uur (UTC+11) | Australië            | 1 – 2 | Ecuador                                       | Docklands Stadium, Melbourne Toeschouwers: 27.103 Scheidsrechter: Chae Sang-hyeop (KOR) |
| 28 maart Vriendschappelijk № 564 «onderlinge duels» 19:30 uur (UTC+11) | Brandon Borrello 16' |       | 51' (pen.) Pervis Estupiñán 65' Willian Pacho | Docklands Stadium, Melbourne Toeschouwers: 27.103 Scheidsrechter: Chae Sang-hyeop (KOR) |

|                                                                      |                    |       |         |                                                                                  |
| 17 juni Vriendschappelijk № 565 «onderlinge duels» 19:30 uur (UTC−4) | Ecuador            | 1 – 0 | Bolivia | Red Bull Arena, Harrison Toeschouwers: 20.000 Scheidsrechter: Victor Rivas (USA) |
| 17 juni Vriendschappelijk № 565 «onderlinge duels» 19:30 uur (UTC−4) | Enner Valencia 69' |       |         | Red Bull Arena, Harrison Toeschouwers: 20.000 Scheidsrechter: Victor Rivas (USA) |

|                                                                      |                                                     |       |                   |                                                                                |
| 20 juni Vriendschappelijk № 566 «onderlinge duels» 20:00 uur (UTC−4) | Ecuador                                             | 3 – 1 | Costa Rica        | Subaru Park, Chester Toeschouwers: 10.000 Scheidsrechter: Víctor Cáceres (MEX) |
| 20 juni Vriendschappelijk № 566 «onderlinge duels» 20:00 uur (UTC−4) | Enner Valencia 20' Willian Pacho 57' Pedro Vite 82' |       | 66' Joel Campbell | Subaru Park, Chester Toeschouwers: 10.000 Scheidsrechter: Víctor Cáceres (MEX) |

|                                                                             |                  |       |         |                                                                                      |
| 7 september WK 2026 kwalificatie № 567 «onderlinge duels» 21:00 uur (UTC−3) | Argentinië       | 1 – 0 | Ecuador | El Monumental, Buenos Aires Toeschouwers: 84.500 Scheidsrechter: Wilmar Roldán (COL) |
| 7 september WK 2026 kwalificatie № 567 «onderlinge duels» 21:00 uur (UTC−3) | Lionel Messi 78' |       |         | El Monumental, Buenos Aires Toeschouwers: 84.500 Scheidsrechter: Wilmar Roldán (COL) |

|                                                                              |                                     |       |                      | |
| 12 september WK 2026 kwalificatie № 568 «onderlinge duels» 16:00 uur (UTC−5) | Ecuador                             | 2 – 1 | Uruguay              | Estadio Rodrigo Paz Delgado, Quito Toeschouwers: 35.613 Scheidsrechter: Wilton Pereira Sampaio (BRA) |
| 12 september WK 2026 kwalificatie № 568 «onderlinge duels» 16:00 uur (UTC−5) | Félix Torres 45+5' Félix Torres 61' |       | 38' Agustín Canobbio | Estadio Rodrigo Paz Delgado, Quito Toeschouwers: 35.613 Scheidsrechter: Wilton Pereira Sampaio (BRA) |

|                                                                            |                     |       |                                       |                                                                                          |
| 12 oktober WK 2026 kwalificatie № 569 «onderlinge duels» 19:00 uur (UTC−4) | Bolivia             | 1 – 2 | Ecuador                               | Estadio Hernando Siles, La Paz Toeschouwers: 34.200 Scheidsrechter: Cristian Garay (CHI) |
| 12 oktober WK 2026 kwalificatie № 569 «onderlinge duels» 19:00 uur (UTC−4) | Rodrigo Ramallo 83' |       | 45' Kendry Páez 90+6' Kevin Rodríguez | Estadio Hernando Siles, La Paz Toeschouwers: 34.200 Scheidsrechter: Cristian Garay (CHI) |

|                                                                            |         |       |          |                                                                                             |
| 17 oktober WK 2026 kwalificatie № 570 «onderlinge duels» 18:30 uur (UTC−5) | Ecuador | 0 – 0 | Colombia | Estadio Rodrigo Paz Delgado, Quito Toeschouwers: 38.702 Scheidsrechter: Facundo Tello (ARG) |
| 17 oktober WK 2026 kwalificatie № 570 «onderlinge duels» 18:30 uur (UTC−5) |         |       |          | Estadio Rodrigo Paz Delgado, Quito Toeschouwers: 38.702 Scheidsrechter: Facundo Tello (ARG) |

|                                                                             |           |       |         |                                                                                             |
| 16 november WK 2026 kwalificatie № 571 «onderlinge duels» 18:00 uur (UTC−4) | Venezuela | 0 – 0 | Ecuador | Estadio Monumental, Maturín Toeschouwers: 51.083 Scheidsrechter: Juan Gabriel Benítez (PAR) |
| 16 november WK 2026 kwalificatie № 571 «onderlinge duels» 18:00 uur (UTC−4) |           |       |         | Estadio Monumental, Maturín Toeschouwers: 51.083 Scheidsrechter: Juan Gabriel Benítez (PAR) |

|                                                                             |                |       |       |                                                                                                |
| 21 november WK 2026 kwalificatie № 572 «onderlinge duels» 18:30 uur (UTC−5) | Ecuador        | 1 – 0 | Chili | Estadio Rodrigo Paz Delgado, Quito Toeschouwers: 36.873 Scheidsrechter: Anderson Daronco (BRA) |
| 21 november WK 2026 kwalificatie № 572 «onderlinge duels» 18:30 uur (UTC−5) | Ángel Mena 21' |       |       | Estadio Rodrigo Paz Delgado, Quito Toeschouwers: 36.873 Scheidsrechter: Anderson Daronco (BRA) |

### 2024
|                                                                       |                                  |       |           |                                                                                   |
| 21 maart Vriendschappelijk № 573 «onderlinge duels» 20:30 uur (UTC−4) | Ecuador                          | 2 – 0 | Guatemala | Red Bull Arena, Harrison Toeschouwers: 23.000 Scheidsrechter: Lukasz Szpala (USA) |
| 21 maart Vriendschappelijk № 573 «onderlinge duels» 20:30 uur (UTC−4) | John Yeboah 8' Gonzalo Plata 86' |       |           | Red Bull Arena, Harrison Toeschouwers: 23.000 Scheidsrechter: Lukasz Szpala (USA) |

|                                                                       |         |                                            |        |                                                                                 |
| 24 maart Vriendschappelijk № 574 «onderlinge duels» 16:00 uur (UTC−4) | Ecuador | 0 – 2                                      | Italië | Red Bull Arena, Harrison Toeschouwers: 18.000 Scheidsrechter: Jon Freemon (USA) |
| 24 maart Vriendschappelijk № 574 «onderlinge duels» 16:00 uur (UTC−4) |         | 3' Lorenzo Pellegrini 90+4' Nicolò Barella |        | Red Bull Arena, Harrison Toeschouwers: 18.000 Scheidsrechter: Jon Freemon (USA) |

|                                                                     |                    |       |         |                                                                                |
| 9 juni Vriendschappelijk № 575 «onderlinge duels» 17:00 uur (UTC−5) | Argentinië         | 1 – 0 | Ecuador | Soldier Field, Chicago Toeschouwers: 51.096 Scheidsrechter: Drew Fischer (CAN) |
| 9 juni Vriendschappelijk № 575 «onderlinge duels» 17:00 uur (UTC−5) | Ángel Di María 40' |       |         | Soldier Field, Chicago Toeschouwers: 51.096 Scheidsrechter: Drew Fischer (CAN) |

|                                                                      |                                                             |       |                     |                                                                              |
| 12 juni Vriendschappelijk № 576 «onderlinge duels» 20:30 uur (UTC−4) | Ecuador                                                     | 3 – 1 | Bolivia             | Subaru Park, Chester Toeschouwers: 5.000 Scheidsrechter: Lukasz Szpala (USA) |
| 12 juni Vriendschappelijk № 576 «onderlinge duels» 20:30 uur (UTC−4) | Enner Valencia 18' John Yeboah 25' Jordy Caicedo 70' (pen.) |       | 88' Miguel Terceros | Subaru Park, Chester Toeschouwers: 5.000 Scheidsrechter: Lukasz Szpala (USA) |

|                                                                      |                                        |       |                         |                                                                                                  |
| 16 juni Vriendschappelijk № 577 «onderlinge duels» 15:30 uur (UTC−4) | Ecuador                                | 2 – 1 | Honduras                | Pratt & Whitney Stadium, East Hartford Toeschouwers: 15.000 Scheidsrechter: Ismael Cornejo (SLV) |
| 16 juni Vriendschappelijk № 577 «onderlinge duels» 15:30 uur (UTC−4) | Jeremy Sarmiento 8' Piero Hincapié 89' |       | 29' (pen.) Bryan Róchez | Pratt & Whitney Stadium, East Hartford Toeschouwers: 15.000 Scheidsrechter: Ismael Cornejo (SLV) |

| Copa América 2024 |
| ----------------- |

|                                                                         |                      |       |                                    |                                                                                      |
| 22 juni Copa América Groep B № 578 «onderlinge duels» 15:00 uur (UTC−7) | Ecuador              | 1 – 2 | Venezuela                          | Levi's Stadium, Santa Clara Toeschouwers: 29.864 Scheidsrechter: Wilmar Roldán (COL) |
| 22 juni Copa América Groep B № 578 «onderlinge duels» 15:00 uur (UTC−7) | Jeremy Sarmiento 40' |       | 64' Jhonder Cádiz 74' Eduard Bello | Levi's Stadium, Santa Clara Toeschouwers: 29.864 Scheidsrechter: Wilmar Roldán (COL) |

|                                                                         |                                                                   |       |                     |                                                                                       |
| 26 juni Copa América Groep B № 579 «onderlinge duels» 15:00 uur (UTC−7) | Ecuador                                                           | 3 – 1 | Jamaica             | Allegiant Stadium, Paradise Toeschouwers: 24.074 Scheidsrechter: Cristian Garay (CHI) |
| 26 juni Copa América Groep B № 579 «onderlinge duels» 15:00 uur (UTC−7) | Kasey Palmer 13' (e.d.) Kendry Páez 45+4' (pen.) Alan Minda 90+1' |       | 54' Michail Antonio | Allegiant Stadium, Paradise Toeschouwers: 24.074 Scheidsrechter: Cristian Garay (CHI) |

|                                                                         |        |       |         |                                                                                       |
| 30 juni Copa América Groep B № 580 «onderlinge duels» 17:00 uur (UTC−7) | Mexico | 0 – 0 | Ecuador | State Farm Stadium, Glendale Toeschouwers: 62.565 Scheidsrechter: Mario Escobar (GUA) |
| 30 juni Copa América Groep B № 580 «onderlinge duels» 17:00 uur (UTC−7) |        |       |         | State Farm Stadium, Glendale Toeschouwers: 62.565 Scheidsrechter: Mario Escobar (GUA) |

|                                                                            |                                                                                  |              |                                                 |                                                                                |
| 4 juli Copa América Kwartfinale № 581 «onderlinge duels» 20:00 uur (UTC−5) | Argentinië                                                                       | 1 – 1 (n.v.) | Ecuador                                         | NRG Stadium, Houston Toeschouwers: 69.456 Scheidsrechter: Andrés Matonte (URU) |
| 4 juli Copa América Kwartfinale № 581 «onderlinge duels» 20:00 uur (UTC−5) | Lisandro Martínez 35'                                                            |              | 90+2' Kevin Rodríguez                           | NRG Stadium, Houston Toeschouwers: 69.456 Scheidsrechter: Andrés Matonte (URU) |
| 4 juli Copa América Kwartfinale № 581 «onderlinge duels» 20:00 uur (UTC−5) | Strafschoppen                                                                    |              |                                                 | NRG Stadium, Houston Toeschouwers: 69.456 Scheidsrechter: Andrés Matonte (URU) |
| 4 juli Copa América Kwartfinale № 581 «onderlinge duels» 20:00 uur (UTC−5) | Lionel Messi Julián Álvarez Alexis Mac Allister Gonzalo Montiel Nicolás Otamendi | 4 – 2        | Ángel Mena Alan Minda John Yeboah Jordy Caicedo | NRG Stadium, Houston Toeschouwers: 69.456 Scheidsrechter: Andrés Matonte (URU) |

|  |  |  |  |  |  |  |  |  |

|                                                                             |             |       |         |                                                                                          |
| 6 september WK 2026 kwalificatie № 582 «onderlinge duels» 22:00 uur (UTC−3) | Brazilië    | 1 – 0 | Ecuador | Estádio Couto Pereira, Curitiba Toeschouwers: 36.914 Scheidsrechter: Facundo Tello (ARG) |
| 6 september WK 2026 kwalificatie № 582 «onderlinge duels» 22:00 uur (UTC−3) | Rodrygo 30' |       |         | Estádio Couto Pereira, Curitiba Toeschouwers: 36.914 Scheidsrechter: Facundo Tello (ARG) |

|                                                                              |                    |       |      |                                                                                            |
| 10 september WK 2026 kwalificatie № 583 «onderlinge duels» 16:00 uur (UTC−5) | Ecuador            | 1 – 0 | Peru | Estadio Rodrigo Paz Delgado, Quito Toeschouwers: 35.000 Scheidsrechter: Andrés Rojas (COL) |
| 10 september WK 2026 kwalificatie № 583 «onderlinge duels» 16:00 uur (UTC−5) | Enner Valencia 54' |       |      | Estadio Rodrigo Paz Delgado, Quito Toeschouwers: 35.000 Scheidsrechter: Andrés Rojas (COL) |

|                                                                            |         |       |          |                                                                                             |
| 10 oktober WK 2026 kwalificatie № 584 «onderlinge duels» 16:00 uur (UTC−5) | Ecuador | 0 – 0 | Paraguay | Estadio Rodrigo Paz Delgado, Quito Toeschouwers: 31.000 Scheidsrechter: Raphael Claus (BRA) |
| 10 oktober WK 2026 kwalificatie № 584 «onderlinge duels» 16:00 uur (UTC−5) |         |       |          | Estadio Rodrigo Paz Delgado, Quito Toeschouwers: 31.000 Scheidsrechter: Raphael Claus (BRA) |

|                                                                            |         |       |         |                                                                                          |
| 15 oktober WK 2026 kwalificatie № 585 «onderlinge duels» 20:30 uur (UTC−3) | Uruguay | 0 – 0 | Ecuador | Estadio Centenario, Montevideo Toeschouwers: 27.112 Scheidsrechter: Cristian Garay (CHI) |
| 15 oktober WK 2026 kwalificatie № 585 «onderlinge duels» 20:30 uur (UTC−3) |         |       |         | Estadio Centenario, Montevideo Toeschouwers: 27.112 Scheidsrechter: Cristian Garay (CHI) |

|                                                                             |                                                                              |       |         | |
| 14 november WK 2026 kwalificatie № 586 «onderlinge duels» 19:00 uur (UTC−5) | Ecuador                                                                      | 4 – 0 | Bolivia | Estadio Monumental Isidro Romero Carbo, Guayaquil Toeschouwers: 30.758 Scheidsrechter: Maximiliano Ramírez (ARG) |
| 14 november WK 2026 kwalificatie № 586 «onderlinge duels» 19:00 uur (UTC−5) | Enner Valencia 26' (pen.) Gonzalo Plata 28' Gonzalo Plata 49' Alan Minda 61' |       |         | Estadio Monumental Isidro Romero Carbo, Guayaquil Toeschouwers: 30.758 Scheidsrechter: Maximiliano Ramírez (ARG) |

|                                                                             |          |                   |         | |
| 19 november WK 2026 kwalificatie № 587 «onderlinge duels» 18:00 uur (UTC−5) | Colombia | 0 – 1             | Ecuador | Estadio Metropolitano Roberto Meléndez, Barranquilla Toeschouwers: 37.316 Scheidsrechter: Esteban Ostojich (URU) |
| 19 november WK 2026 kwalificatie № 587 «onderlinge duels» 18:00 uur (UTC−5) |          | 7' Enner Valencia |         | Estadio Metropolitano Roberto Meléndez, Barranquilla Toeschouwers: 37.316 Scheidsrechter: Esteban Ostojich (URU) |

### 2025
|                                                                          |                                       |       |                     |                                                                       |
| 21 maart WK 2026 kwalificatie № 588 «onderlinge duels» 16:00 uur (UTC−5) | Ecuador                               | 2 – 1 | Venezuela           | Estadio Rodrigo Paz Delgado, Quito Scheidsrechter: Ramon Abatti (BRA) |
| 21 maart WK 2026 kwalificatie № 588 «onderlinge duels» 16:00 uur (UTC−5) | Enner Valencia 39' Enner Valencia 46' |       | 90+1' Jhonder Cádiz | Estadio Rodrigo Paz Delgado, Quito Scheidsrechter: Ramon Abatti (BRA) |

|                                                                          |       |       |         |                                                                                      |
| 25 maart WK 2026 kwalificatie № 589 «onderlinge duels» 21:00 uur (UTC−3) | Chili | 0 – 0 | Ecuador | Estadio Nacional, Santiago Toeschouwers: 38.996 Scheidsrechter: Gustavo Tejera (URU) |
| 25 maart WK 2026 kwalificatie № 589 «onderlinge duels» 21:00 uur (UTC−3) |       |       |         | Estadio Nacional, Santiago Toeschouwers: 38.996 Scheidsrechter: Gustavo Tejera (URU) |

|                                                           |         |   |          |                               |
| juni WK 2026 kwalificatie № 590 «onderlinge duels» n.n.b. | Ecuador | – | Brazilië | n.n.b. Scheidsrechter: n.n.b. |
| juni WK 2026 kwalificatie № 590 «onderlinge duels» n.n.b. |         |   |          | n.n.b. Scheidsrechter: n.n.b. |

|                                                           |      |   |         |                               |
| juni WK 2026 kwalificatie № 591 «onderlinge duels» n.n.b. | Peru | – | Ecuador | n.n.b. Scheidsrechter: n.n.b. |
| juni WK 2026 kwalificatie № 591 «onderlinge duels» n.n.b. |      |   |         | n.n.b. Scheidsrechter: n.n.b. |

|                                                                |          |   |         |                               |
| september WK 2026 kwalificatie № 592 «onderlinge duels» n.n.b. | Paraguay | – | Ecuador | n.n.b. Scheidsrechter: n.n.b. |
| september WK 2026 kwalificatie № 592 «onderlinge duels» n.n.b. |          |   |         | n.n.b. Scheidsrechter: n.n.b. |

|                                                                |         |   |            |                               |
| september WK 2026 kwalificatie № 593 «onderlinge duels» n.n.b. | Ecuador | – | Argentinië | n.n.b. Scheidsrechter: n.n.b. |
| september WK 2026 kwalificatie № 593 «onderlinge duels» n.n.b. |         |   |            | n.n.b. Scheidsrechter: n.n.b. |

FEF · A-internationals · Bondscoaches · Selecties · Statistieken · Ecuadoraans vrouwenelftal · Olympisch elftal · Ecuador U21 · Ecuador U20 · Ecuador U18 · Ecuador U17
1938 – 1949 ·
1950 – 1959 ·
1960 – 1969 ·
1970 – 1979 ·
1980 – 1989 ·
1990 – 1999 ·
2000 – 2009 ·
2010 – 2019 ·
2020 − 2029
WK 2002 · 
WK 2006 · 
WK 2014
1938 · 
1939 · 
1940 · 
1941 · 
1942 · 
1943 · 1944 · 
1945 · 
1946 · 
1947 · 
1948 · 
1949 · 
1950 · 1951 · 1952 · 
1953 · 
1954 · 
1955 · 
1956 · 
1957 · 
1958 · 
1959 · 
1960 · 
1961 · 1962 · 
1963 · 
1964 · 
1965 · 
1966 · 
1967 · 1968 · 
1969 · 
1970 · 
1971 · 
1972 · 
1973 · 
1974 · 
1975 · 
1976 · 
1977 · 
1978 · 
1979 · 
1980 · 
1981 · 
1982 · 
1983 · 
1984 · 
1985 · 
1986 · 
1987 · 
1988 · 
1989 · 
1990 · 
1991 · 
1992 · 
1993 · 
1994 · 
1995 · 
1996 · 
1997 · 
1998 · 
1999 · 
2000 · 
2001 · 
2002 · 
2003 · 
2004 · 
2005 · 
2006 · 
2007 · 
2008 · 
2009 · 
2010 · 
2011 · 
2012 · 
2013 · 
2014 · 
2015 · 
2016 · 
2017 ·
2018 ·
2019 ·
2020 ·
2021 ·
2022
Argentinië ·
Armenië ·
Australië ·
Bolivia · 
Brazilië ·
Bulgarije ·
Canada ·
Chili ·
Colombia ·
Costa Rica ·
Cuba ·
Denemarken ·
DDR ·
Duitsland ·
El Salvador ·
Engeland ·
Estland ·
Finland ·
Frankrijk ·
Griekenland ·
Guatemala ·
Haïti ·
Honduras ·
Ierland ·
Irak ·
Iran ·
Italië ·
Jamaica ·
Japan ·
Joegoslavië ·
Jordanië ·
Kaapverdië ·
Koeweit ·
Kroatië · 
Libanon ·
Mexico ·
Nederland ·
Nigeria ·
Noord-Macedonië ·
Oeganda ·
Oman ·
Panama ·
Paraguay ·
Peru ·
Polen ·
Portugal ·
Qatar ·
Roemenië ·
Saoedi-Arabië ·
Schotland ·
Senegal ·
Spanje ·
Trinidad en Tobago ·
Turkije · 
Uruguay ·
Venezuela ·
Verenigde Staten ·
Wit-Rusland ·
Zambia ·
Zuid-Afrika ·
Zuid-Korea ·
Zweden ·
Zwitserland
Costa Rica (2006) · 
Duitsland (2006) · 
Engeland (2006) · 
Frankrijk (2014) · 
Honduras (2014) · 
Nederland (2022) · 
Polen (2006) · 
Qatar (2022) · 
Zwitserland (2014)
CONMEBOL: Argentinië · Bolivia · Brazilië · Chili · Colombia · Ecuador · Paraguay · Peru · Uruguay · Venezuela

UEFA: Albanië · Andorra · Armenië · Azerbeidzjan · België · Bosnië en Herzegovina · Bulgarije · Cyprus · Denemarken · Duitsland · Engeland · Estland · Faeröer · Finland · Frankrijk · Georgië · Gibraltar · Griekenland · Hongarije · IJsland · Ierland · Israël · Italië · Kazachstan · Kosovo · Kroatië · Letland · Liechtenstein · Litouwen · Luxemburg · Malta · Moldavië · Montenegro · Nederland · Noord-Ierland · Noord-Macedonië · Noorwegen · Oekraïne · Oostenrijk · Polen · Portugal · Roemenië · Rusland · San Marino · Schotland · Servië · Slovenië · Slowakije · Spanje · Tsjechië · Turkije · Wales · Wit-Rusland · Zweden · Zwitserland

AFC: Australië · China · Irak · Iran · Japan · Libanon · Oezbekistan · Oman · Qatar · Saoedi-Arabië · Syrië · Verenigde Arabische Emiraten · Vietnam · Zuid-Korea

CAF: Algerije · Burkina Faso · Congo-Kinshasa · Egypte · Ghana · Ivoorkust · Kaapverdië · Kameroen · Mali · Marokko · Nigeria · Senegal · Tunesië · Zuid-Afrika

CONCACAF: Canada · Costa Rica · Curaçao · El Salvador · Honduras · Jamaica · Mexico · Panama · Suriname · Verenigde Staten

OFC: Nieuw-Zeeland